# إميل كريميليبف
إميل كريميليبف (بالبلغارية: Емил Кременлиев)‏ (مواليد 13 أغسطس 1969) هو لاعب كرة قدم. يلعب مع منتخب بلغاريا لكرة القدم. سبق له أن لعب في كأس العالم لكرة القدم مع منتخب بلاده.

## روابط خارجية
- إميل كريميليبف على موقع الاتحاد الدولي (مؤرشف)  (الإنجليزية)
- إميل كريميليبف على موقع قاعدة بيانات كرة القدم.إي يو (الإنجليزية)
- إميل كريميليبف على موقع ناشيونال فوتبول تيمز (الإنجليزية)
- إميل كريميليبف على موقع عالم كرة القدم.نت (الإنجليزية)